# Stazione di Higashi-Shiroishi
La stazione di Higashi-Shiroishi (東白石駅?, Higashi-Shiroishi-eki) è una stazione ferroviaria situata della cittadina di Shiroishi, nella prefettura di Miyagi, in Giappone, ed è servita dalla linea principale Tōhoku regionale della JR East.

## Servizi ferroviari
East Japan Railway Company
■ Linea principale Tōhoku (servizi regionali)

## Struttura
La fermata, priva di personale, è dotata di due marcipiedi laterali con due binari passanti in superficie con un attraversamento a raso regolato da un piccolo passaggio a livello. Supporta la bigliettazione elettronica Suica.
| 1 | ■ Linea principale Tōhoku | per Shiroishi, Fukushima e Kōriyama |
| 2 | ■ Linea principale Tōhoku | per Iwanuma, Natori e Sendai        |

## Stazioni adiacenti
| «                              | Servizio                | »                       |
| Linea principale Tōhoku        | Linea principale Tōhoku | Linea principale Tōhoku |
| ------------------------------ | ----------------------- | ----------------------- |
| Shiroishi                      | Locale                  | Kita-Shirakawa          |
| Il Sendai City Rapid non ferma |                         |                         |